# Dirt: Showdown
Dirt: Showdown (estilizado como DiRT: Showdown) é um jogo eletrônico de corridas desenvolvido pela produtora britânica Codemasters e lançado em 2012 para PlayStation 3, Windows, Xbox 360 e Linux/SteamOS. Faz parte da série Colin McRae Rally.